# Viburnum atrocyaneum
Viburnum atrocyaneum är en desmeknoppsväxtart som beskrevs av Charles Baron Clarke. Viburnum atrocyaneum ingår i släktet olvonsläktet, och familjen desmeknoppsväxter. Inga underarter finns listade i Catalogue of Life.